# Saint-Ouen-sur-Gartempe
Pour les articles homonymes, voir Saint-Ouen et Gartempe.
Saint-Ouen-sur-Gartempe est une commune française située dans le département de la Haute-Vienne en région Nouvelle-Aquitaine.

## Géographie

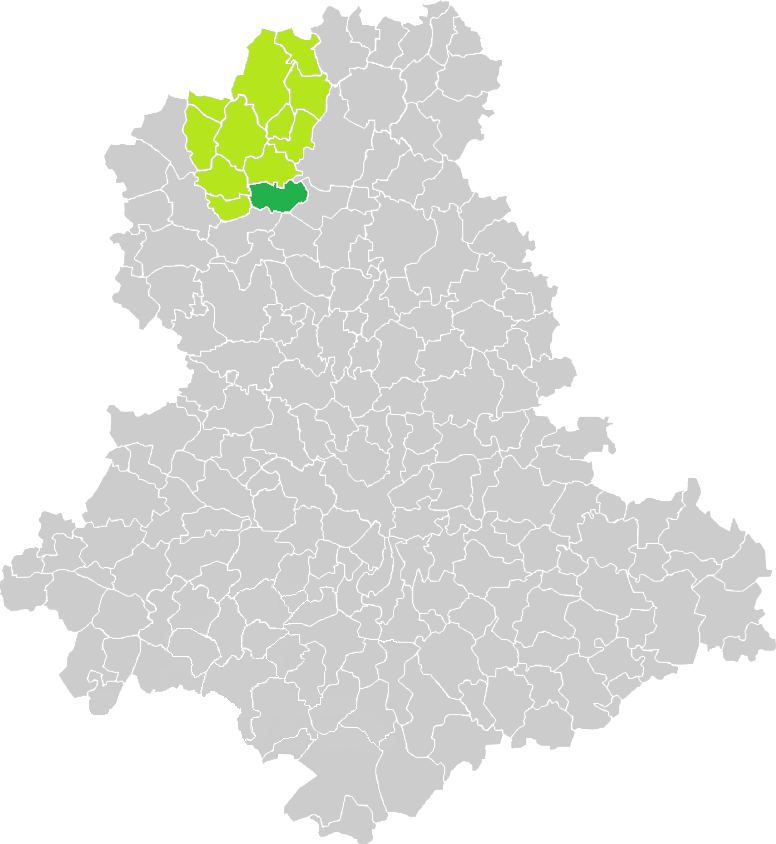
Situation de la commune de Saint-Ouen-sur-Gartempe en Haute-Vienne.

Saint-Ouen-sur-Gartempe a fait sa réputation économique grâce à ses moulins à grains et à sa carrière de quartz. Le territoire communal est arrosé par la rivière Gartempe. Le moulin de Chaume, avec son barrage sur la Gartempe, a réalisé sa reconversion dès le début du XXe siècle. Avant la Première Guerre mondiale, il possédait trois turbines qui fournissaient le courant nécessaire au fonctionnement des Chaîneries Limousines (importante fabrique de chaînes). Aujourd'hui, il vend son courant à E.D.F.
Le bourg concentre près de 100 habitants répartis dans l'habitat ancien et les logements sociaux.
| Saint-Sornin-la-Marche | Le Dorat                | Magnac-Laval |
| La Croix-sur-Gartempe  | Saint-Ouen-sur-Gartempe | Droux        |
| Peyrat-de-Bellac       | Blanzac                 |              |

### Climat
Pour des articles plus généraux, voir Climat de la Nouvelle-Aquitaine et Climat de la Haute-Vienne.
Historiquement, la commune est exposée à un climat océanique limousin.  
En 2020, Météo-France publie une typologie des climats de la France métropolitaine dans laquelle la commune est exposée à un climat océanique altéré et est dans la région climatique  Poitou-Charentes, caractérisée par un bon ensoleillement, particulièrement en été et des vents modérés.
Pour la période 1971-2000, la température annuelle moyenne est de 11,4 °C, avec une amplitude thermique annuelle de 15,1 °C. Le cumul annuel moyen de précipitations est de 909 mm, avec 12,9 jours de précipitations en janvier et 7,4 jours en juillet. Pour la période 1991-2020, la température moyenne annuelle observée sur la station météorologique la plus proche, située sur la commune du Dorat à 6 km à vol d'oiseau, est de 12,0 °C et le cumul annuel moyen de précipitations est de 912,7 mm,. Pour l'avenir, les paramètres climatiques de la commune estimés pour 2050 selon différents scénarios d’émission de gaz à effet de serre sont consultables sur un site dédié publié par Météo-France en novembre 2022.

## Urbanisme

### Typologie
Au 1er janvier 2024, Saint-Ouen-sur-Gartempe est catégorisée commune rurale à habitat très dispersé, selon la nouvelle grille communale de densité à sept niveaux définie par l'Insee en 2022.
Elle est située hors unité urbaine. Par ailleurs la commune fait partie de l'aire d'attraction de Bellac, dont elle est une commune de la couronne,. Cette aire, qui regroupe 11 communes, est catégorisée dans les aires de moins de 50 000 habitants,.

### Occupation des sols
L'occupation des sols de la commune, telle qu'elle ressort de la base de données européenne d’occupation biophysique des sols Corine Land Cover (CLC), est marquée par l'importance des territoires agricoles (96 % en 2018), en diminution par rapport à 1990 (97,7 %). La répartition détaillée en 2018 est la suivante : 
prairies (84,5 %), zones agricoles hétérogènes (8,7 %), forêts (4 %), terres arables (2,7 %). L'évolution de l’occupation des sols de la commune et de ses infrastructures peut être observée sur les différentes représentations cartographiques du territoire : la carte de Cassini (XVIIIe siècle), la carte d'état-major (1820-1866) et les cartes ou photos aériennes de l'IGN pour la période actuelle (1950 à aujourd'hui).

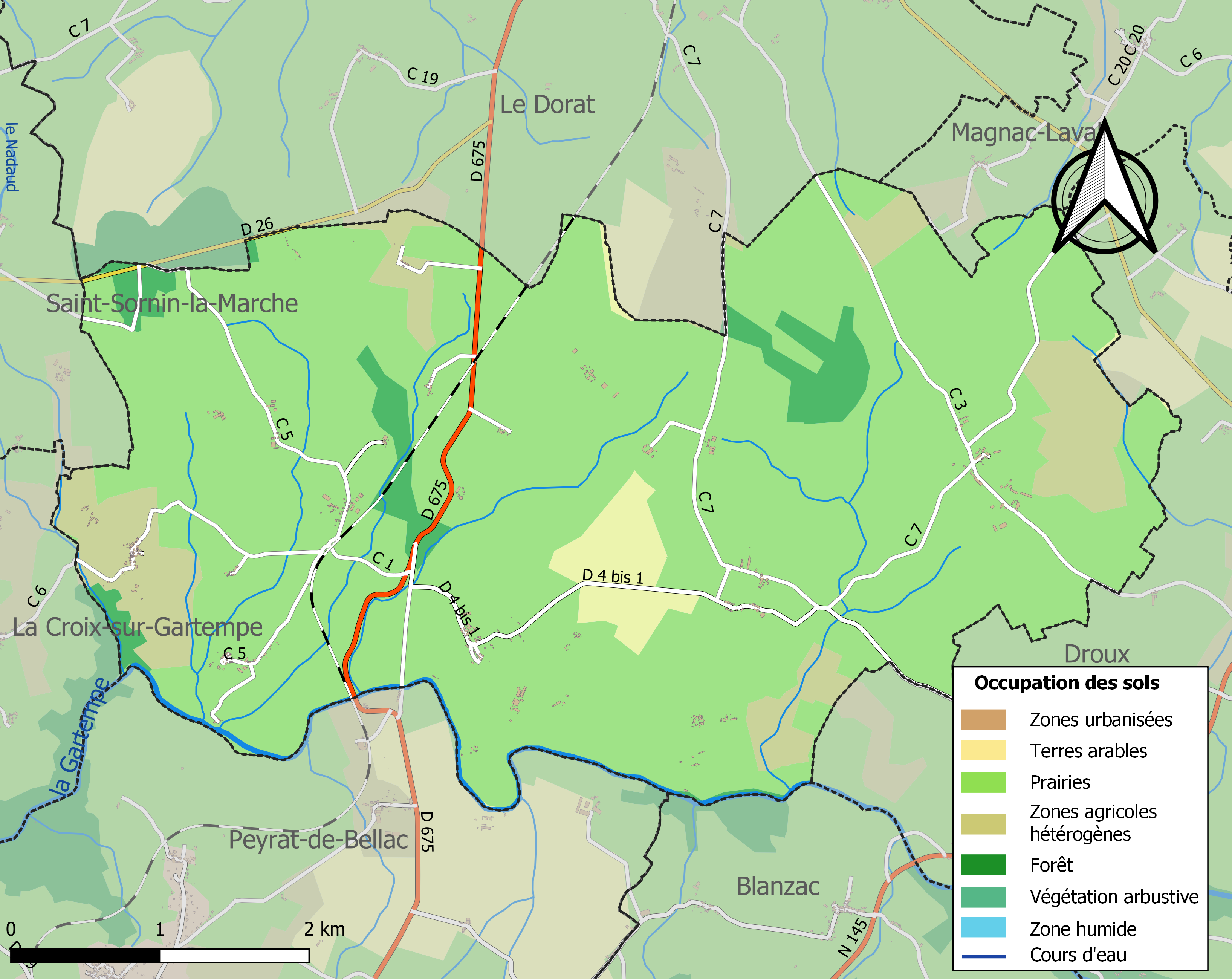
Carte des infrastructures et de l'occupation des sols de la commune en 2018 (CLC).

### Risques majeurs
Le territoire de la commune de Saint-Ouen-sur-Gartempe est vulnérable à différents aléas naturels : météorologiques (tempête, orage, neige, grand froid, canicule ou sécheresse) et séisme (sismicité faible). Il est également exposé à un risque technologique, la rupture d'un barrage, et à un risque particulier : le risque de radon. Un site publié par le BRGM permet d'évaluer simplement et rapidement les risques d'un bien localisé soit par son adresse soit par le numéro de sa parcelle.

#### Risques naturels

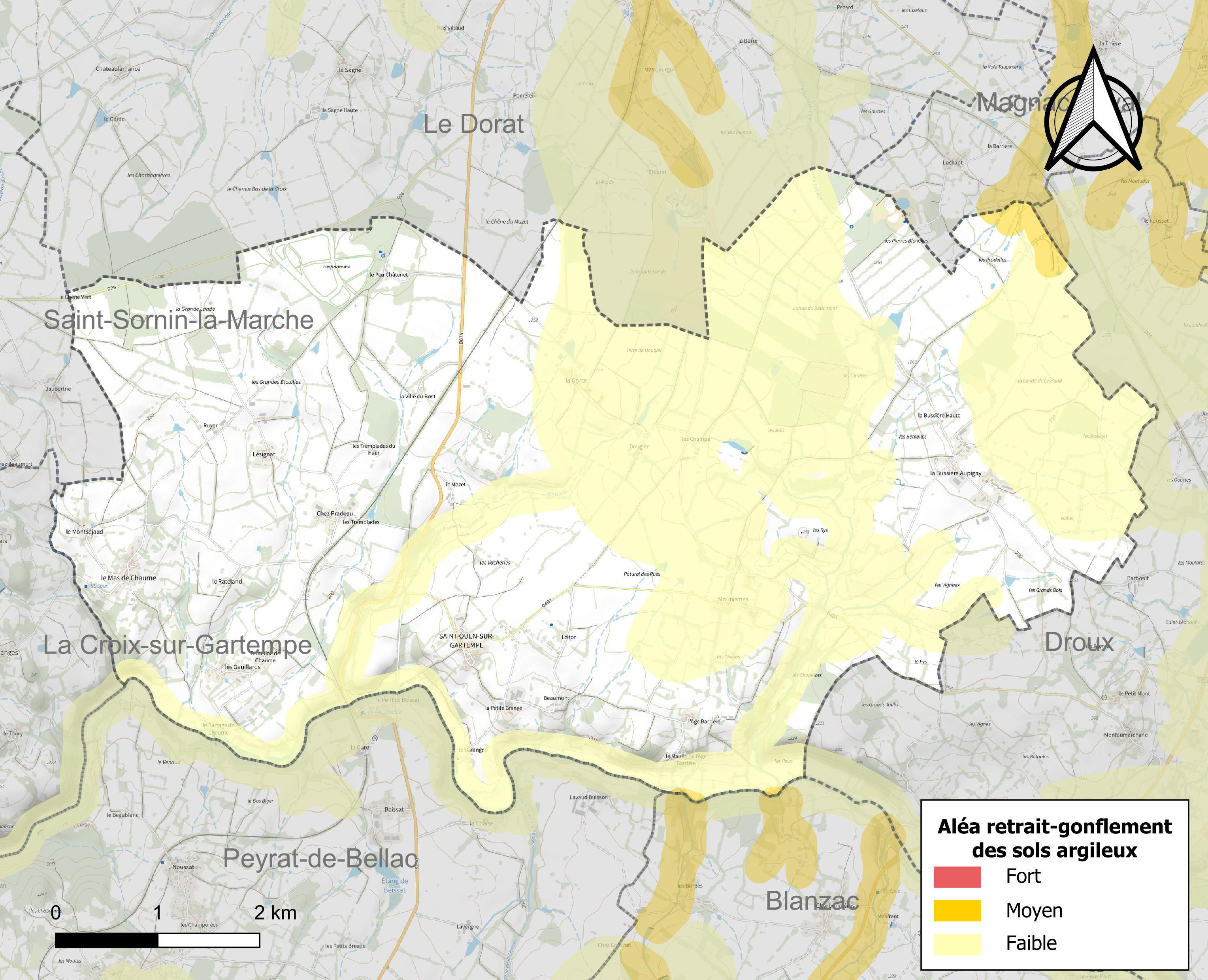
Carte des zones d'aléa retrait-gonflement des sols argileux de Saint-Ouen-sur-Gartempe.

Le retrait-gonflement des sols argileux est susceptible d'engendrer des dommages importants aux bâtiments en cas d’alternance de périodes de sécheresse et de pluie. 0,6 % de la superficie communale est en aléa moyen ou fort (27 % au niveau départemental et 48,5 % au niveau national métropolitain). Depuis le 1er octobre 2020, en application de la loi ÉLAN, différentes contraintes s'imposent aux vendeurs, maîtres d'ouvrages ou constructeurs de biens situés dans une zone classée en aléa moyen ou fort,.
La commune a été reconnue en état de catastrophe naturelle au titre des dommages causés par les inondations et coulées de boue survenues en 1982 et 1999 et par des mouvements de terrain en 1999.

#### Risque technologique
La commune est en outre située en aval du barrage de Saint-Pardoux, un ouvrage de classe A présentant une hauteur d’eau maximale de 56,7 m et une capacité totale de retenue de 57,8 millions de m3. Le PPI a été approuvé le 3 décembre 2008. À ce titre elle est susceptible d’être touchée par l’onde de submersion consécutive à la rupture de cet ouvrage.

#### Risque particulier
Dans plusieurs parties du territoire national, le radon, accumulé dans certains logements ou autres locaux, peut constituer une source significative d’exposition de la population aux rayonnements ionisants. Selon la classification de 2018, la commune de Saint-Ouen-sur-Gartempe est classée en zone 3, à savoir zone à potentiel radon significatif.

## Histoire
Il existait deux paroisses sur le territoire de Saint-Ouen-sur-Gartempe, celle de Mounismes et celle de Saint-Ouen. Elles sont devenues des communes sous la Révolution et ont été fusionnées en 1829.

## Politique et administration

### Liste des maires
| Période                                  | Période   | Identité         | Étiquette | Qualité     |
| ---------------------------------------- | --------- | ---------------- | --------- | ----------- |
|                                          | mars 2001 | René Lepeytre    |           | agriculteur |
| mars 2001                                | 2020      | Maxime Colombeau |           |             |
| 2020                                     | En cours  | Alain Fioux      |           |             |
| Les données manquantes sont à compléter. |           |                  |           |             |

### Politique environnementale
Dans son palmarès 2024, le Conseil national de villes et villages fleuris de France a attribué une fleur à la commune.

## Démographie
L'évolution du nombre d'habitants est connue à travers les recensements de la population effectués dans la commune depuis 1793. Pour les communes de moins de 10 000 habitants, une enquête de recensement portant sur toute la population est réalisée tous les cinq ans, les populations de référence des années intermédiaires étant quant à elles estimées par interpolation ou extrapolation. Pour la commune, le premier recensement exhaustif entrant dans le cadre du nouveau dispositif a été réalisé en 2005.

En 2022, la commune comptait 214 habitants, en évolution de −0,93 % par rapport à 2016 (Haute-Vienne : −0,68 %, France hors Mayotte : +2,11 %).
| 1793 | 1800 | 1821 | 1831 | 1836 | 1841 | 1846 | 1851 | 1856 |
| ---- | ---- | ---- | ---- | ---- | ---- | ---- | ---- | ---- |
| 228  | 308  | 327  | 614  | 639  | 586  | 584  | 584  | 599  |

| 1861 | 1866 | 1872 | 1876 | 1881 | 1886 | 1891 | 1896 | 1901 |
| ---- | ---- | ---- | ---- | ---- | ---- | ---- | ---- | ---- |
| 565  | 569  | 580  | 554  | 584  | 640  | 621  | 618  | 586  |

| 1906 | 1911 | 1921 | 1926 | 1931 | 1936 | 1946 | 1954 | 1962 |
| ---- | ---- | ---- | ---- | ---- | ---- | ---- | ---- | ---- |
| 572  | 557  | 522  | 460  | 442  | 455  | 448  | 390  | 387  |

| 1968 | 1975 | 1982 | 1990 | 1999 | 2005 | 2006 | 2010 | 2015 |
| ---- | ---- | ---- | ---- | ---- | ---- | ---- | ---- | ---- |
| 335  | 289  | 275  | 242  | 217  | 222  | 226  | 225  | 220  |

| 2020 | 2022 | - | - | - | - | - | - | - |
| ---- | ---- | - | - | - | - | - | - | - |
| 217  | 214  | - | - | - | - | - | - | - |

## Culture locale et patrimoine

### Lieux et monuments
- Pont de Beissat : pont gothique enjambant la Gartempe.
- L'église Saint-Ouen de Saint-Ouen-sur-Gartempe, de style rustique, possède un clocher du XVIe siècle.
- L'église de Mounismes fut construite XIXe siècle.
- L'hippodrome du Dorat est à cheval sur la limite communale, au nord.

### Personnalités liées à la commune
- Charles Blanchaud, né à Nouic le 2 septembre 1840 et mort au Dorat le 23 février 1920, est un auteur et poète français. Issu d’une famille de propriétaires terriens, il effectue ses études secondaires au petit séminaire du Dorat. Il épouse Anne Joséphine Vidard à Saint-Ouen-sur-Gartempe, dont la famille possédait une maison dans le lieu-dit Chez-Gilard.

### Héraldique
| Blason de Saint-Ouen-sur-Gartempe | Blason  | Coupé : au 1er d'azur à une croix archiépiscopale d'or accostée des lettres (gothiques) S et O du même, au 2d de gueules à la fasce ondée d'argent. |
| Blason de Saint-Ouen-sur-Gartempe | Détails | La fasce ondée représente la Gartempe. Adopté avant la proposition de la commission héraldique départementale de 1941.                              |

## Pour approfondir